# ندا مقصودی
ندا مقصودی (زادهٔ ۲۵ شهریور ۱۳۵۶)صداپیشه، بازیگر سینما، تئاتر و تلویزیون ایران است. وی کارشناس نمایش با گرایش طراحی صحنه از دانشگاه آزاد اسلامی واحد تهران است و فعالیت خود را در دوران دانشجویی با تئاتر آغاز کرده‌است.

## آثار

### فیلم سینمایی
| سال  | سینمایی             | کارگردان      |
| ---- | ------------------- | ------------- |
| ۱۳۸۴ | محکومین بهشت        | حجت‌الله سیفی  |
| ۱۳۹۰ | خنده در باران       | داریوش فرهنگ  |
| ۱۳۹۲ | دلم می‌خواد          | بهمن فرمان‌آرا |
| ۱۳۹۵ | دوران سرطانی (فیلم) | حسین شهابی    |

### مجموعهٔ تلویزیونی
| سال  | عنوان        | کارگردان         | توضیحات                       |
| ---- | ------------ | ---------------- | ----------------------------- |
| ۱۳۸۵ | آخرین گناه   | حسین سهیلی زاده  | شبکه ۲۳۰ قسمتپخش در ماه رمضان |
| ۱۳۸۶ | بزرگ‌مرد کوچک | مسعود رسام       | شبکه ۲۲۰ قسمت                 |
| ۱۳۸۷ | غیرمحرمانه   | مسعود رسام       | شبکه تهران۱۴ قسمت             |
| ۱۳۸۸ | شمس العماره  | سامان مقدم       | شبکه ۲۲۶ قسمت                 |
| ۱۳۹۲ | مهرآباد      | فرید سجادی حسینی | شبکه تهران۳۰ قسمت             |
| ۱۳۹۴ | جاده قدیم    | بهرام بهرامیان   | شبکه ۱۲۶ قسمت                 |

### نمایش خانگی
| سال  | عنوان | کارگردان   | توضیحات     |
| ---- | ----- | ---------- | ----------- |
| ۱۴۰۳ | آبان  | رضا دادویی | پلتفرم شیدا |

### فیلم کوتاه
| سال  | عنوان            | کارگردان         |
| ---- | ---------------- | ---------------- |
| ۱۳۸۱ | ۱۳               | وحید رهبانی      |
| ۱۳۸۲ | بی‌نهایت          | آیدا پناهنده     |
| ۱۳۸۹ | خام، پخته، سوخته | شهرام مکری       |
| ١٣٩۴ | ندا              | احمد رضا احمدوند |
| ١٣٩۸ | جدایی            | حسین ترک‌جوش      |
| ۱۴۰۰ | خفقان            | مانی عطشانی      |
| ۱۴۰۰ | ناجی             | حسین ترک‌جوش      |

### تئاتر
| سال  | تئاتر                                   | کارگردان          |
| ---- | --------------------------------------- | ----------------- |
| ۱۳۷۲ | معرکه در معرکه                          | رضا حداد          |
| ۱۳۷۳ | ارغوان                                  | رضا حداد          |
| ۱۳۷۳ | شش جوجه کلاغ و روباه                    | محسن ایمان‌خانی    |
| ۱۳۷۷ | پائیزتر از برگ‌های فصل                   | احسان فکاء        |
| ۱۳۷۸ | در نیم پرده عشق                         | عبدالخالق مصدق    |
| ۱۳۷۸ | رستم از شاهنامه رفت                     | رضا حداد          |
| ۱۳۷۹ | نشان آخر                                | سیروس همتی        |
| ۱۳۷۹ | افسانه پدر                              | نصرالله قادری     |
| ۱۳۸۰ | دختری با شنل ارغوانی                    | حمیدرضا نعیمی     |
| ۱۳۸۰ | کرگدن                                   | وحید رهبانی       |
| ۱۳۸۲ | آخرین مروارید                           | حمید آذرنگ        |
| ۱۳۸۳ | هفت پرده                                | محمدرضا عطایی‌فرد  |
| ۱۳۸۳ | یکی از خیلی‌ها                           | شراره پورخراسانی  |
| ۱۳۸۳ | عروسی شغال                              | آروند دشت آرای    |
| ۱۳۸۳ | کافی شاپ ـ داخلی ـ شب                   | علی‌اصغر دشتی      |
| ۱۳۸۴ | سایه سکوت                               | محمدرضا عطایی‌فرد  |
| ۱۳۸۴ | رؤیای بسته شده به اسبی که از پا نمی‌افتد | آروند دشت‌آرای     |
| ۱۳۸۴ | سه خواهر                                | محمودرضا رحیمی    |
| ۱۳۸۴ | کبوتری ناگهان                           | عباس غفاری        |
| ۱۳۹۰ | ابرهای پشت حنجره                        | رضا گوران         |
| ۱۳۹۲ | گاهی یه تلفن به خودت بزن                | شهره سلطانی       |
| ۱۳۹۲ | زن‌ها بوی سرب می‌دهند                     | محمدامین چیتگران  |
| ۱۳۹۳ | مرداب روی بام                           | رضا گوران         |
| ۱۳۹۶ | طپانچه خانم                             | شهاب حسین‌پور      |
| ۱۳۹۶ | مرثیه‌ای برای یک دراکولا                 | علی رزازیان       |
| ۱۳۹۸ | خون به پا می‌شود                         | مسعود طیبی        |
| ۱۳۹۸ | هرملین دیوانه اسکاندیناوی               | بهزاد وزیری       |
| ۱۴۰۰ | پوزه چرمی                               | محمدعلی زمانی     |
| ۱۴۰۱ | خانه خراب                               | محمدرضا پورحکیمی  |
| ۱۴۰۲ | مده‌آ                                    | باران شادپوری     |
| ۱۴۰۴ | ریش فیدل، غبغب مِرکِل                     | شهاب‌الدین حسین‌پور |

## جوایز
- دریافت جایزه اول بازیگری از جشنواره فجر دانشجویی برای بازی در نمایش «شب آوازهایش را می‌خواند» به کارگردانی «رضا گوران»، ۱۳۸۱
- دریافت جایزه سوم بازیگری از جشنواره دفاع مقدس برای بازی در نمایش «نشان آخر» به کارگردانی «سیروس همتی»